# Alan Osório da Costa Silva
Alan Osório da Costa Silva známý zkráceně jako Alan (* 19. září 1979, Salvador, Brazílie) je brazilský fotbalový záložník, od roku 2008 hrající za portugalský klub SC Braga (k listopadu 2015). Jeho postem je pravé křídlo.

## Klubová kariéra
- Ipatinga Esporte Clube (mládež)
- Ipatinga Esporte Clube 2000–2001
- CS Marítimo 2001–2005
- FC Porto 2005–2008
- →  Vitória SC (hostování) 2007–2008
- SC Braga 2008–